# VERITAS (Raumsonde)
Veritas (Eigenschreibweise VERITAS, kurz für Venus Emissivity, Radio Science, InSAR, Topography, and Spectroscopy) ist eine geplante Mission des Jet Propulsion Laboratory (JPL) zur Kartierung der Oberfläche der Venus. Dabei soll die von Lockheed Martin hergestellte Raumsonde Veritas mittels Topographie, Nahinfrarotspektroskopie und Radarbilddaten Erkenntnisse über die tektonische Historie der Venus, die Schwerkraft, die Geochemie, den Zeitpunkt und die Mechanismen der vulkanischen Aktivitäten und die dafür verantwortlichen Mantelprozesse liefern.
Die Mission ist Teil des Discovery-Programms, einer Serie von relativ kostengünstigen wissenschaftlichen Raumfahrtmissionen der NASA. Im Jahr 2023 wurde der Start um mindestens drei Jahre nach hinten verschoben, die Finanzierung gekürzt und die Entwicklung zum Stillstand gebracht.

## Planung
Veritas wurde im September 2015 von der NASA als eine von fünf Raumsondenkonzepten ausgewählt, die für die Discovery-Missionen 13 und 14 infrage kamen. Als Principal Investigator (Missionsleiterin) von Veritas wurde Suzanne Smrekar vom JPL benannt. Für die weitere Entwicklung der Discovery-Kandidaten wurden jeweils drei Millionen US-Dollar bereitgestellt. Den Zuschlag erhielten schließlich die Missionen Lucy und Psyche, die 2021 und 2023 starteten.
Für die Auswahl der Discovery-Missionen 15 und 16 bewarb man sich im Jahr 2019 erneut. Veritas wurde 2020 ein Platz unter den Finalisten zugesprochen. Schließlich verkündete die NASA am 2. Juni 2021, dass Veritas und Davinci in das Discovery-Programm aufgenommen werden. Dafür sollten sie insgesamt je ca. 500 Millionen Dollar an Finanzierung erhalten. Die beiden Sonden sollten in den Jahren 2028 bis 2030 zur Venus starten. Die Entwicklung von Veritas wurde jedoch im November 2022 gestoppt und der Start um mindestens drei Jahre auf frühestens 2031 verschoben. Dies geschah, nachdem eine unabhängige Überprüfung der Psyche-Mission erhebliche Probleme bei der NASA und dem JPL ergeben hatte; unter anderem sei eine Überlastung der verfügbaren Arbeitskräfte des JPL festgestellt worden.

## Mission

### Ziele
Die Analyse der Ähnlichkeit der Venus zur Erde spielt eine wichtige Rolle beim Verständnis der Entwicklung des Sonnensystems. Die beiden Planeten sind mit ähnlicher Zusammensetzung und Größe entstanden. Doch die Venus entwickelte sich anders, verlor ihr Oberflächenwasser und wurde deutlich heißer. Den Grund dafür zu verstehen, könnte Hinweise dafür liefern, wie terrestrische Planeten bewohnbar werden und welches Potenzial für Leben im Universum besteht.
Die Hauptziele der Mission sind daher folgende:
- Analyse der geologischen Entwicklung der Venus
- Ermittlung der derzeitigen geologischen Prozesse
- Untersuchung von Hinweisen auf früheres und jetziges Vorkommen von Wasser

Diese Ziele soll Veritas mittels mehrerer Instrumente erreichen. Der VEM (Venus Emissivity Mapper) soll den Emissionsgrad der Oberfläche kartieren. Das VISAR (Venus Interferometric Synthetic Aperture Radar) soll ein digitales Höhenmodell erstellen, den Planeten kartieren und aktive Deformationszonen mittels Interferometrie lokalisieren. Das Ka-Band-Telekommunikations-Subsystem der Raumsonde soll das Schwerefeld der Venus kartieren und so die ersten globalen Schätzungen der elastischen Dicke der Venuslithosphäre ermöglichen. Zusammengenommen sollen die gewonnenen umfangreichen Datensätze die Beantwortung grundlegender wissenschaftlicher Fragen ermöglichen und einen genaueren Vergleich mit der Erde ermöglichen.

### Ablauf
Nach dem Start von Veritas soll eine 27-monatige Flugphase zur Venus folgen. Nach dem Einschwenken in eine Umlaufbahn um die Venus soll mit dem sogenannten period reduction maneuver die anfängliche Umlaufbahn für die Untersuchungen festgelegt werden und die wissenschaftliche Phase I beginnen. Während dieses Zeitraums sollen die Beobachtungen von VEM von einer ähnlichen Umlaufbahn wie die von Venus Express durchgeführt werden, was frühe Vergleiche und die Kartierung von Merkmalen ermöglichen würde. Nach der Konjunktion soll durch Aerobraking eine niedrig gelegene Umlaufbahn für die Wissenschaftsphase II festgelegt werden, die drei 243,3-tägige Wiederholungszyklen umfasst. Die Gesamtdauer der Mission beträgt 64 Monate.

## Instrumente
Die primären Instrumente von Veritas sind nach vorläufiger Planung der VEM (Venus Emissivity Mapper), der den Emissionsgrad der Oberfläche kartieren soll, und das VISAR (Venus Interferometric Synthetic Aperture Radar), das ein digitales Höhenmodell erstellen, den Planeten kartieren und aktive Deformationszonen mittels Interferometrie lokalisieren soll. Weiterhin sollen Gravitationsmessungen über das Ka-Band-Telekommunikations-Subsystem der Raumsonde durchgeführt werden. Daneben soll die Sonde die Atomuhr Deep Space Atomic Clock-2 als sekundäre Nutzlast mit sich führen.

### VEM

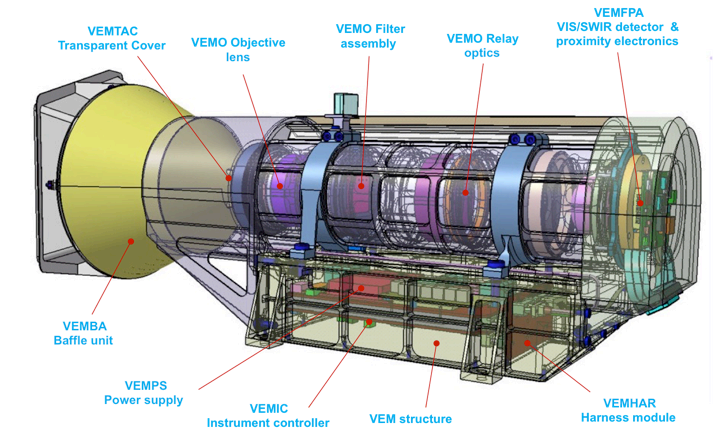
Aufbau des Venus Emissivity Mapper

Der Venus Emissivity Mapper (VEM) ist als Spektrometer zur Kartierung der Oberflächenzusammensetzung der Venus geplant. Beobachtungen der Venus haben gezeigt, dass die Oberfläche durch eine Reihe Spektralbänder, Bereiche des Infrarotspektrums, in dem die Absorption der Wärmestrahlung eines Planeten durch atmosphärische Gase relativ gering ist, beobachtet werden kann. Es sollen Übergangsmetalle, vor allem Eisen, und ihre spektralen Merkmale zur Charakterisierung der Oberflächenzusammensetzung untersucht werden.
VEM ist als multispektrales Bildgebungsinstrument geplant, das als Pushbroom-Scanner arbeitet. Es soll aus den folgenden Teilsystemen bestehen:
- optisches Subsystem (VEMO)
- Instrumenten-Controller (VEMIC)
- Stromversorgung (VEMPS)
- zweistufige Kameraabdeckung (VEMBA)

VEM soll das erste Instrument in der Umlaufbahn um die Venus sein, das sich ausschließlich auf Spektralbänder konzentriert und eine vollständige Kartierung der Oberflächenzusammensetzung und des Redoxzustands der Oberfläche ermöglicht. Das Instrument soll vom Deutschen Zentrum für Luft- und Raumfahrt gebaut werden.

### VISAR
Das Venus Interferometric Synthetic Aperture Radar (VISAR) ist als interferometrisches X-Band-Radar mit einer Wellenlänge von 3 cm geplant. Das Radar würde mit einer Bandbreite von 20 MHz arbeiten, was eine Entfernungsauflösung von etwa 7,5 m oder 15 m bei Projektion auf den Boden ergäbe. Die Azimutauflösung soll etwa 2 m betragem. An Bord sollen Bilder erzeugt und Interferogramme generiert werden, um die Daten per Downlink übertragen zu können. Das Instrument soll eine nahezu globale Abdeckung mit nur geringen Lücken aufgrund von Zwischenlandungen und Schatten liefern. Auch extrem steile Hänge sollen mit hochauflösender Bildgebung erfasst werden.
Zusätzlich zur Interferometrie, die die Oberfläche einmal analysiert, werden auch Beobachtungen mit wiederholten Durchgängen an ausgewählten Zielen angestrebt. Dies soll aktive Vorgänge auf der Oberfläche aufzeigen. Mithilfe von mehrfachen Beobachtungen können Oberflächendeformationen und Störungen der Oberfläche im Subwellenlängenbereich zwischen den Beobachtungen festgestellt werden.

### Weitere Instrumente

#### Gravity Science
Gravitationsmessungen könnten durch die Beobachtung von Zweifrequenz-Telekommunikationssignalen von Veritas zur Erde in beide Richtungen durchgeführt werden. Zwei kohärente Funkverbindungen, bestehend aus X- und Ka-Band würden für die Kommunikation zwischen dem Deep Space Network und dem Telekommunikations-Subsystem des Raumfahrzeugs über die Richtantenne sorgen. Es wird eine Datenqualität von etwa 0,015 mm/s bei einer Integrationszeit von 10 s angestrebt, was einer räumlichen Auflösung von 145 km und einer Genauigkeit von 3 mgal entspräche.

#### Deep Space Atomic Clock-2
Eine weiterentwickelte Version der Deep Space Atomic Clock (DSAC) soll sich ebenfalls an Bord der Mission befinden. Die DSAC ist eine hochpräzise Quecksilberionen-Atomuhr, die die Funknavigation von Raumfahrzeugen im Weltraum zu verbessern soll. Die erste Version der Atomuhr wurde bereits im Rahmen der STP-2-Mission in den Weltraum gebracht und dort erfolgreich eingesetzt.
Die DSAC-2 soll bei gleicher Leistung kleiner sein, weniger Energie verbrauchen und langlebiger sein als die DSAC-1. Die Erfahrungen, die durch die DSAC-1 gesammelt wurden, sollen in die Konzeption und Entwicklung der DSAC-2 einfließen. Dadurch sollen Verbesserungen an der Atomuhr vorgenommen und ein leichter herzustellenden Designs entwickelt werden.